# Kaiō Hiroyuki
Pour les articles homonymes, voir Kaio.
Kaiō Hiroyuki (魁皇 博之), né le 24 juillet 1972 sous le nom de Hiroyuki Koga (古賀), est un ancien lutteur professionnel de sumo très populaire au Japon. Originaire de Nōgata dans la préfecture de Fukuoka sur l'île de Kyūshū, vainqueur de cinq coupes de l'Empereur, il n'a jamais réussi à atteindre le grade de yokozuna à cause de blessures qui l'ont souvent handicapé dans sa carrière. Doté d'une poigne de fer exceptionnelle, il est réputé pour ses projections (nage). Surnommé Kinta, Kaiō est sans conteste l'un des plus grands ōzeki de l'ère moderne du sumo.

## Profil
Au 28 novembre 2010 :
- Heya (écurie) : Tomozuna-beya

- Rang : ōzeki depuis septembre 2000 (234e ōzeki de l'histoire du sumo)

- Tournois : 147

- Victoires/défaites, absences : 1047*/700, 158 (* 2ème de tous les temps)
  - En makuuchi : 879*/581, 141 (* 2ème de tous les temps ).

- Prix :
  - Shukun-shō (prix de l'exploit) : 10
  - Kantō-shō (prix de la combativité) : 5
  - Kinboshi (étoile d'or) : 6

- Prises/techniques favorites : hidariyotsu/yorikiri, uwatenage

## Carrière

### Son entrée dans le sumo
Hiroyuki Koga est le troisième enfant de la famille, il pèse plus de 7 kg à la naissance. Passionné de sport dès l'enfance, il rêve de devenir cycliste professionnel (cyclisme sur piste : keirin). Après une expérience de karaté à l'école primaire (ses parents l'obligent à arrêter car il a fait l'école buissonnière !), il se tourne vers le judo au collège et domine très rapidement les compétitions locales. En parallèle, il pratique le sumo. Et là encore, il remporte plusieurs tournois locaux (vainqueur de 6 tournois consécutifs au lycée). Mais il n'imagine pas un instant devenir professionnel, se destinant plus à un emploi dans le monde ouvrier.
En novembre 1987, pendant le Kyūshū basho (tournoi majeur organisé chaque année en novembre à Fukuoka, à deux pas de sa ville natale), Hiroyuki assiste à des entraînements à la Tomozuna-beya et à la Miyagino-beya. Il n'est pas très intéressé par une carrière mais en fait tout a été arrangé dans son dos par sa famille pour qu'il intègre une heya (écurie en japonais = école de sumo). Il n'a rien à perdre et comme une telle offre ne peut se refuser, il accepte finalement de rentrer dans une écurie fin 1987 : ce sera la Tomozuna-beya sous les ordres de l'ancien sekiwake Kaiki qui devient son oyakata (maître). La Tomozuna-beya est célèbre pour avoir été celle du 22e yokozuna de l'histoire : Tachiyama Mineemon.
En mars 1988 (haru basho), Hiroyuki fait ses débuts officiels dans le monde du Sumo (ozumo) en prenant le shikona (nom de combat) de Koga, son nom de famille. Il débute dans la même classe (haru 1988) que les trois futurs yokozuna : Akebono, Takanohana et Wakanohana. Deux mois plus tard, il termine son premier tournoi avec une fiche négative de 3-4, make-koshi (au cours de sa carrière, à chaque fois que Kaiō est monté dans une nouvelle division, son premier tournoi s'est terminé par un bilan négatif). Il signe sa première victoire le second jour du natsu 1988 face à un dénommé Kobayashi. La première défaite de sa carrière a lieu trois jours plus tard face à Wakahanada, futur yokozuna. En juillet 1988, à seize ans, son poids est de 101 kg.
Comme tout apprenti (shin-deshi) dans l’ozumo, Koga doit s'occuper des taches les plus ingrates de sa heya (ménage, cuisine…). Il a beaucoup de mal à s'y faire, mais grimpe régulièrement dans la hiérarchie du Sumo - gagnant un yusho en tant que sandanme en juillet 1990 (victoire par yorikiri sur Shimamusashi lors d'un kettei-sen, combat pour départager les leaders) et un autre en tant que makushita en juillet 1991 (battant notamment Kotobeppu, futur maegashira dans les années 1990). En 1990, son poids atteint 110 kg.

### Débuts de professionnel

#### 1992 à 1994:jūryōpuismaegashira
Ce n'est qu'en atteignant le grade de jūryō, donc en accédant au statut de professionnel (en janvier 1992), qu'il commence vraiment à apprécier le sumo. Pour la première fois il effectue des entraînements en dehors de sa propre heya (de-geiko). À l'époque le tout jeune sekitori (professionnel du sumo) pèse 123 kg. Il change alors de shikona. Il devient Kaiō.
Rikishi (lutteur) très prometteur, Kaiō doit tout de même patienter 8 basho avant d'accéder à la division makuuchi (une blessure lors du haru 1992 explique cela). Il débute en division makuuchi, la plus prestigieuse, en mai 1993 (natsu basho) en tant que maegashira 15 ouest. Ce premier tournoi chez les professionnels se termine malencontreusement par un make-koshi (plus de défaites que de victoires dans un tournoi) et Kaiō retourne en jūryō pour deux autres basho. Il pèse alors 147 kg.
Le Kyūshū basho 1993 marque les véritables débuts de Kaiō en division makuuchi. Cette fois-ci, il enchaîne les bonnes performances et gagne son premier Prix de la performance (shukun-shō) en mars 1994 (haru basho) après avoir battu notamment deux ōzeki (ginboshi — étoile d'argent) et surtout le yokozuna Akebono (kinboshi - étoile d'or). Le tournoi suivant (natsu basho), Kaiō atteint pour la première fois les rangs des san'yaku et devient komusubi. Sur la balance, il atteint les 157 kg.

#### 1995:sekiwake
En janvier 1995 (hatsu basho), à 22 ans, il obtient le grade de sekiwake, grade qu'il conserve pendant plus de deux ans de suite (record de 13 tournois). En 1995, il atteint son poids maximal à l'époque : 163 kg. Les trois années suivantes, ce poids va diminuer - tombant à 151 kg en mai 1996.
Surnommé le nouveau Kitanoumi, dû à sa force et à son talent, il accroche plusieurs Prix de la performance supplémentaires (au total dans sa carrière, il va décrocher 10 shukun-shō), ainsi que quelques Prix de la combativité (au total, il a décroché 5 kantō-shō dans sa carrière).
1996 : il finit avec un bilan de 60 victoires pour 30 défaites (3e meilleur bilan de l'année en division makuuchi derrière le yokozuna Takanohana et l’ōzeki Takanonami). Il demeure malgré tout assez inconsistant. Des problèmes avec l'alcool sont peut-être la cause de cette irrégularité : souvent candidat à une promotion au rang d’ōzeki, il échoue à chaque fois, ne pouvant supporter la pression de l'enjeu.
Fin 1996, lors du Kyūshū basho, avec une fiche de 11-4, il finit en tête du tournoi à égalité avec 4 autres rikishi. Il perd en play-off (kettei-sen) au premier tour face à l’ōzeki Takanonami.
Début 1997, il réussit le meilleur tournoi de sa carrière, finissant le haru basho en mars avec une fiche de 12-3. Il ne perd le tournoi que dans un Play-off à quatre (battu par le yokozuna Takanohana). Lors de ce tournoi, il décroche deux nouvelle étoiles d'or.

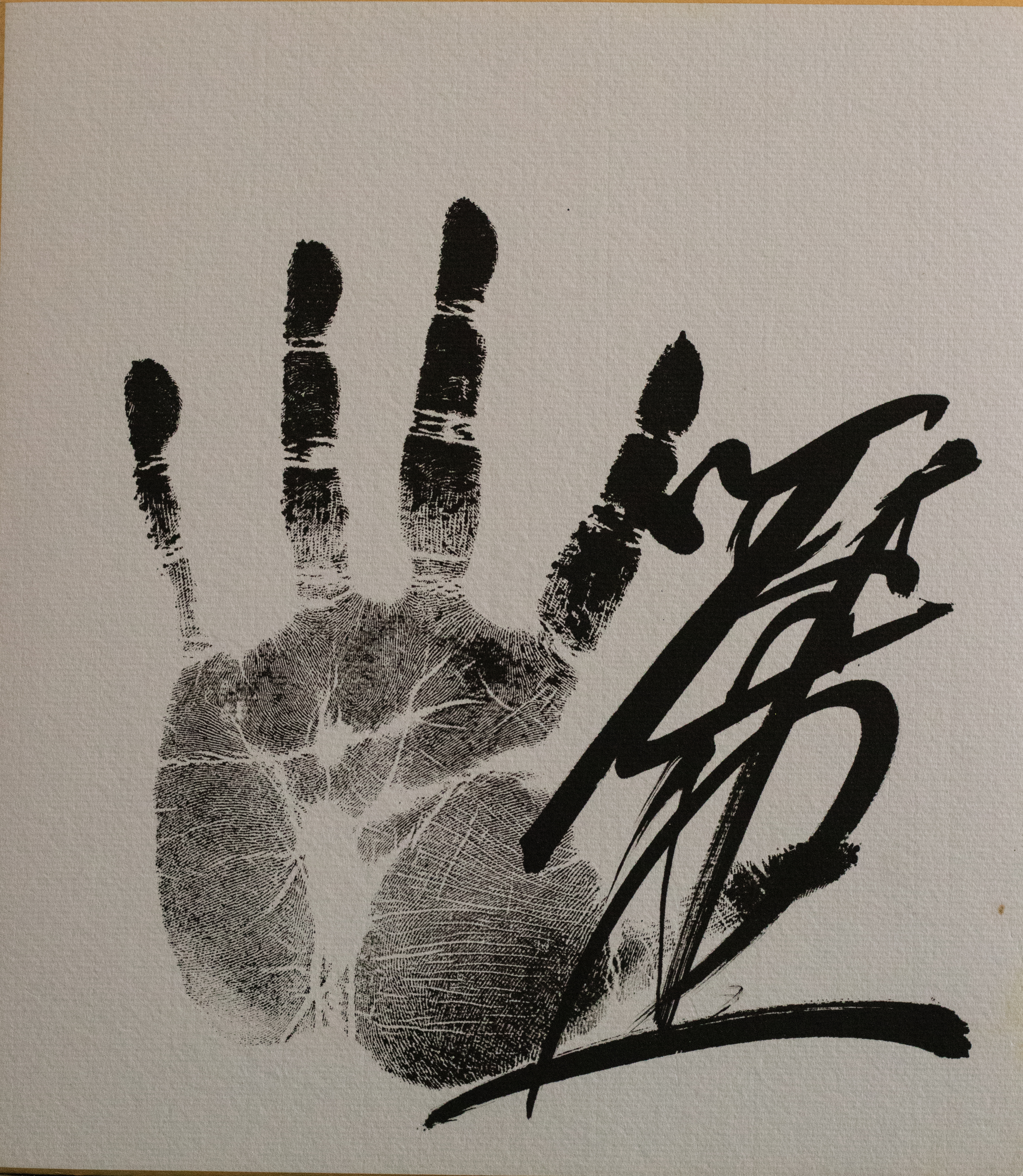
Tegata originale de Kaio

#### Les premières blessures
Mais les pépins physiques vont freiner le sekiwake. En mai 1997, alors qu'il est en route pour une éventuelle promotion au rang d’ōzeki, Kaiō se blesse contre Takanonami lors du 11e jour du natsu basho : articulation de la hanche et genou touchés. Ces blessures sont longues à se soigner (près d'un an et demi) et Kaiō tant bien que mal obtient des kachi-koshi (plus de victoires que de défaites) pour garder un rang élevé dans la hiérarchie (pendant ces 9 mois de convalescence, il ne descendra pas plus bas que maegashira 3). Il décroche en 1998 trois nouvelles étoiles d'or dont deux face aux frères Hanada (les yokozuna Takanohana et Wakanohana) lors du Kyūshū basho. Au total Kaiō a décroché six kinboshi dans sa carrière.
1999 marque le grand retour de Kaiō au premier plan (à nouveau 3e meilleur bilan de l'année en division makuuchi avec 59 victoires). En mai (natsu basho), il finit notamment 2e du tournoi (jun-yusho) derrière l’ōzeki Musashimaru, avec une fiche de 12-3. Le sekiwake regagne du poids à l'époque. Il atteint les 165 kg en 1999.
Cette même année le 12 juin à Tokyo devant 570 invités (dont le yokozuna Takanohana), il épouse Mitsuko Nishiwaki, une ancienne lutteuse professionnelle.

### ŌzekiKaiō

#### 2000
2000 commence timidement pour le sekitori, une blessure au genou l'empêchant de lutter convenablement. Cette blessure marque un tournant dans la carrière de Kaiō. Pendant sa rééducation, il change de méthode d'entraînement et rajoute  des exercices de musculation dans son programme. Son poids passe pour la première fois la barre des 170 kg. Il atteint le poids maximal de sa carrière : 175 kg. Sur le dohyo, les résultats ne se font pas attendre. Dès le mois de mai 2000 (natsu basho), sa blessure ne le faisant plus souffrir, il réalise un tournoi exceptionnel. Le dernier jour, il est à égalité avec le yokozuna Akebono avec 13 victoires. Kaiō bat Tamakasuga et dans le combat des yokozuna, Takanohana bat Akebono. Komusubi Kaiō remporte son premier titre en division Makuuchi avec la meilleure fiche de sa carrière, 14-1. C'est le premier basho remporté par un membre de la Tomozuna-heya depuis le natsu basho de 1916 (remporté par le yokozuna Tachiyama).
Voilà Kaiō de nouveau en course pour le grade d’ōzeki. Pour cela, il lui faut au moins 11 victoires au tournoi suivant. Tout se passe à  merveille la première semaine (victoire notamment contre le yokozuna Takanohana) mais les choses se corsent en milieu de tournoi et à cinq journées de la fin, il a déjà 4 défaites. Plus le droit à l'erreur. Kaiō, pour une fois, ne craque pas et finit le tournoi avec cinq victoires de suite dont une victoire sur le yokozuna Musashimaru. 
Le 26 juillet 2000, à 28 ans, Kaiō est promu Ōzeki. Après 32 tournois en tant que san'yaku dont 21 au rang de sekiwake (record dans l'ère moderne du sumo), il devient le 234e ōzeki de l'histoire du sumo.
Les premiers tournois au rang d’ōzeki se déroulent convenablement malgré un pouce cassé lors d'un entraînement face au jeune prodige mongol Asashoryu. 
À noter que lors du dernier tournoi de l'année devant son public à Fukuoka, il bat le yokozuna Musashimaru sur ipponzeoi : kimarite très rare qui n'avait jamais été vu en division makuuchi depuis 1973. Kaiō finit l'année 2000 avec un bilan de 62 victoires pour 28 défaites, deuxième meilleur bilan derrière le yokozuna Akebono.

#### 2001
Au mois de mars 2001, Kaiō accroche un deuxième yusho à son palmarès. Avant le dernier jour du tournoi (senshuraku), ils sont trois rikishi en tête : Kaiō, l’ōzeki Musoyama et le yokozuna Takanohana. Kaiō bat Musoyama sur un extraordinaire uwatenage et dans le dernier combat le yokozuna Musashimaru bat Takanohana. La légende dit que Kaiō, la veille du dernier jour de ce haru basho, pensant qu'il n'avait aucune chance de gagner, s'est enivré bien comme il faut, et a combattu dans un état catastrophique. Ivre ou pas, Kaiō décroche sa deuxième coupe de l'Empereur avec une fiche de 13 victoires contre 2 défaites et pour la première fois de sa carrière, se retrouve en course pour devenir yokozuna après le prochain basho.
Mais un pépin physique va à nouveau le bloquer. Cette fois-ci, il s'agit du dos. Il se blesse 12 jours avant le natsu basho. Kaiō n'est plus très jeune et ces problèmes de sciatique vont le poursuivre tout le reste de sa carrière. Malgré les douleurs, il participe au tournoi, mais abandonne après le 8e jour. 
Au tournoi suivant, le voilà kadoban (il peut perdre son grade d’ōzeki s'il fait un make-koshi). Avec seulement une semaine d'entraînement, il gagne à nouveau le basho (fiche de 13-2). Le yusho est remporté le quatorzième jour, grâce à une victoire par uwatenage sur yokozuna Musashimaru.
Troisième titre en division makuuchi, et voilà Kaiō qui se repositionne à nouveau en course pour l'obtention du grade suprême. Mais les douleurs du bas du dos ressurgissent avant le tournoi de septembre (aki basho). Kaiō abandonne après 3 jours.
Les tournois suivants se passent sans souci pour l’ōzeki. Son grade est conservé après le Kyūshū basho et il attaque l'année 2002 avec de bons résultats.

#### 2002 et 2003
Au Nagoya basho de juillet, un problème au niveau d'un tendon du bras le pousse à abandonner après 3 jours. Kaiō se retrouve kadoban pour la 3e fois et là encore sauve son grade sans problèmes au tournoi suivant en septembre, finissant l’aki basho en 2e position (jun-yusho) avec un 12-3.
Nouveau souci physique en novembre lors du Kyūshū basho. Le 3e jour face à Tosanoumi, il se blesse au biceps droit. Il abandonne le tournoi. Cette blessure étant survenue pendant un combat, Kaiō peut se permettre d'être absent au tournoi suivant sans risquer de perdre son grade d' ōzeki. C'est donc en mars 2003 qu'il réapparaît sur un dohyo et sauve son grade avec une fiche de 10-5.
Quelques mois plus tard, lors du Nagoya basho, le succès est de retour. Ce basho est une aubaine pour Kaiō car les deux yokozuna abandonnent en cours de route. La voie est libre pour remporter un nouveau basho. Avant le senshuraku, Kaiō se retrouve en tête à égalité avec l’ōzeki Chiyotaikai. Les deux rikishi doivent se rencontrer lors de cette dernière journée. Après un superbe combat et une bonne résistance face aux attaques de Chiyotaikai, Kaiō gagne sur oshidashi : quatrième yusho en division makuuchi.
La malchance poursuit l’ōzeki. Quelques jours avant le tournoi de septembre, alors qu'il est à nouveau en course pour devenir yokozuna, il se blesse au biceps pendant un entraînement face au rikishi Takamisakari. Malgré un bon début de tournoi, cette blessure l'empêche de combattre à 100 % et il finit le basho avec une fiche négative. Pour la 5e fois, Kaiō se retrouve kadoban et pour la 5e fois sauve son grade au basho suivant, malgré une sciatique toujours présente.

#### 2004
L'année 2004 est pour une fois une année sans problèmes physiques majeurs. Toujours quelques problèmes de dos mais aucun problème musculaire. Il atteint à nouveau son poids maximal cette année-là : 175 kg.
Après un bon hatsu basho en janvier, il débute en trombe le haru basho, alignant 11 victoires de suite. Il termine le basho à égalité à la 2e place (jun-yusho) avec une fiche de 13-2. Résultat suffisant pour être en course pour le grade de yokozuna. Mais la pression est cette fois trop forte et Kaiō craque au tournoi suivant, ne gagnant que 10 combats.
L’aki basho de septembre va à nouveau permettre à l’ōzeki de postuler à la tsuna (ceinture blanche portée par le yokozuna). En effet, le yokozuna Asashoryu, vainqueur des quatre premiers basho de l'année, se présente en méforme dans ce tournoi. Kaiō saisit sa chance et s'adjuge son 5e titre en division makuuchi, avec une fiche de 13-2.
Là encore Kaiō sait ce qu'il lui reste à faire au tournoi suivant : gagner ou bien réaliser au moins 13 victoires.
Tout commence mal pour ce Kyūshū basho, Kaiō perd le premier jour. Mais il se ressaisit très vite et en début de deuxième semaine on commence à y croire car l’ōzeki se montre impérial. Mais deux défaites vont briser le rêve. Certes Kaiō bat yokozuna Asashoryu le dernier jour - pour la deuxième fois en deux basho - mais sa fiche n'est que de 12 victoires. Pour une défaite de trop, le grade n'est pas accordé. Toutefois les dirigeants de la Fédération de Sumo (Nihon Sumo Kyokai) accordent une nouvelle chance à l’ōzeki pour le basho suivant. Kaiō finit l'année 2004 avec un bilan de 69 victoires pour 21 défaites, meilleur bilan de sa carrière et deuxième bilan de l'année, derrière yokozuna Asashoryu.

#### 2005
Hatsu basho 2005, sixième chance de devenir yokozuna pour Kaiō. Mais ce tournoi de janvier tourne à la catastrophe. L’ōzeki se remet mal d'une blessure à l'épaule gauche subie à l'entraînement. Il abandonne après la 9e journée et se retrouve kadoban pour la 6e fois.
Au tournoi suivant, il rectifie très facilement le tir et conserve facilement son grade d’ōzeki, malgré cette épaule gauche toujours convalescente.
Le natsu basho 2005 commence à merveille pour Kaiō, il remporte aisément ses 5 premiers combats. Mais après la 5e victoire (contre Tochinonada), il ressent une vive douleur en bas du dos. Kaiō est blessé pour la énième fois et doit se retirer du tournoi.
7e kadoban pour Kaiō en juillet 2005 et 7e réussite dans la conservation du rang d’ōzeki. Refusant le corps à corps en première semaine afin de ne pas aggraver sa blessure dorsale, il obtient le kachi-koshi le 11e jour et rassure tout le monde sur son avenir dans le monde du sumo.
Septembre 2005, nouvelle blessure. Cette fois c'est un déchirement musculaire à la cuisse droite (une semaine avant le basho, lors d'un entraînement face à Hakuho). Il décide quand même de participer mais au bout de 3 journées, et 3 défaites, il décide d'abandonner le tournoi. Kaiō se retrouve kadoban pour la 8e fois de sa carrière (record égalé de Chiyotaikai).
C'est chez lui à Fukuoka (Kyūshū basho) qu'il conserve aisément son rang d’ōzeki. Il finit le dernier tournoi de l'année 2005 avec une fiche de 10-5 et se permet notamment d'accrocher le KK sur un uwatenage face au jeune Kisenosato.
L'année 2005 est donc une année à vite oublier pour Kaiō. Un tournoi sur deux, il a été blessé.

#### 2006
Malheureusement l'année 2006 commence également avec une blessure pour l’ōzeki. 10 jours avant le début du hatsu basho, un lumbago perturbe sa préparation et au bout de la 8e journée du tournoi, son bas du dos n'étant pas suffisamment rétabli, il abandonne.
Le haru basho est donc le 9e kadoban de sa carrière (nouveau record à égalité avec l’ōzeki Chiyotaikai). Ce haru est très compliqué pour l’ōzeki. Il ne semble vraiment pas en forme et se fait battre régulièrement en première semaine. Un intai (retraite sportive) est même envisagé. Dos au mur, Kaiō va réaliser l'impossible et accrocher son kachi-koshi le dernier jour en remportant ses trois derniers combats.
Deux mois plus tard au natsu basho 2006, Kaiō réalise un bon début de tournoi, restant dans la course pendant les dix premiers jours. Une petite blessure au thorax survenue le 9e jour face à Takekaze l'oblige malgré tout à ne pas forcer en seconde semaine. Kachi-koshi en poche, Kaiō finit ce basho en roue libre avec une fiche de 9-6.
Le Nagoya basho 2006 est un tournoi moyen pour Kaiō. Jamais véritablement en course pour la coupe de l'Empereur, l’ōzeki de la Tomozuna-Beya finit avec une fiche de 9-6. À noter dans ce basho que pour la première fois de sa carrière, Kaiō bat l’ōzeki Tochiazuma par uwatenage.
L'état de forme de l’ōzeki se confirme dès le basho suivant. Cet aki 2006 est une catastrophe. Incapable de pratiquer son sumo, Kaiō abandonne après 6 journées. Une seule victoire à son palmarès pour ce tournoi de septembre.
L'année 2006 se finit toutefois sur une bonne note. L’ōzeki de la Tomozuna-beya, à domicile lors du Kyūshū basho, sauve son rang pour la 10e fois, en remportant ses 8 premiers combats. Le kachi-koshi est obtenu face à Dejima sur uwatenage. Kaiō finit avec une fiche de 10-5.

#### 2007
Les deux premiers basho de l'année 2007 (hatsu basho et haru basho) sont très moyens pour Kaiō. Dos au mur après une dizaine de jours dans ces deux tournois, il décroche à chaque fois le kachi-koshi le dernier jour, en battant ōzeki Tochiazuma lors du hatsu et komusubi Ama lors du haru.
Le natsu basho 2007 est un assez bon tournoi pour l’ōzeki. Kaiō finit le basho avec une fiche de 10-5 - après une excellente première semaine - et bat notamment le yokozuna Asashoryu pour la première fois depuis plus de deux ans.
Deux mois plus tard, au Nagoya basho, Kaiō décroche face à Wakanosato la 700e victoire de sa carrière en division makuuchi lors du 4e jour. Seuls cinq autres rikishi ont réalisé cet exploit avant lui dans le passé : les yokozuna Chiyonofuji, Kitanoumi, Taihō, Musashimaru et Takanohana II. Le 11e jour, face à Homasho, il décroche le kachi-koshi. Ce combat permet à Kaiō de remporter la 873e victoire de sa carrière. L'ōzeki devient 4e dans le classement historique des rikishi ayant remporté le plus de combats dans leur carrière, surpassant yokozuna Taihō (872 victoires entre 1956 et 1971). Le lendemain, Kaiō abandonne le tournoi après une défaite injuste face au yokozuna Hakuho : élongation à la cuisse gauche. Ce combat fut recommencé - Torinaoshi - et perdu par Kaiō, alors qu'il paraissait évident sur la video qu'il avait remporté le premier affrontement. 
En septembre, après la sixième journée de l'aki basho, l’ōzeki abandonne à nouveau. Sa blessure de juillet n'étant pas complètement rétablie. Lors de cet aki 2007, Kaiō décroche la 706e victoire de sa carrière en division makuuchi, atteignant la quatrième place dans le classement historique à égalité avec l'ancien yokozuna Musashimaru…
Novembre 2007, chez lui sur l'ile de Kyūshū, Kaiō se retrouve à nouveau kadoban. L’ōzeki n'est pas vraiment prêt - sa blessure de l'été le gêne toujours. S'il est make-koshi à l'issue du tournoi, il annoncera son intai (retraite sportive). Kaiō termine le Kyūshū basho 2007 avec une fiche de 9 victoires pour 6 défaites et sauve à nouveau son rang. À la surprise de beaucoup de spécialistes, il décide de continuer en 2008.

#### 2008
Les trois premiers tournois de l'année 2008 sont moyens pour Kaiō. Il termine le hatsu, le haru et le natsu basho avec une fiche identique de 8 victoires pour 7 défaites. Lors de ce dernier tournoi, l’ōzeki remporte face à l'estonien Baruto la 900e victoire de sa carrière.
À Nagoya et lors de l’aki 2008, Kaiō réalise un tournoi honorable, terminant avec une fiche de 9-6. Au cours du tournoi de juillet, il dépasse le grand yokozuna Taihō au classement du nombre de victoires en division makuuchi : il obtient la 747e victoire de sa carrière le 13e jour face à Wakanosato.
L'année se termine malheureusement par une blessure. Quelques jours avant le début du Kyūshū basho, l’ōzeki se blesse (déchirure musculaire à la jambe droite). Il déclare forfait après la 3e journée. L'annonce d'un intai n'est toutefois pas d'actualité.

#### 2009
L'année 2009 se passe sans blessure. Kaiō termine chacun des six tournois avec une fiche de 8-7. 
Lors de la troisième journée du Nagoya 2009, en battant Tochiozan, Kaio remporte la 952e victoire de sa carrière. Il se classe maintenant 3e dans le classement historique des rikishi ayant gagné le plus de combats dans leur carrière, surpassant le yokozuna Kitanoumi (951 victoires entre 1967 et 1985). 
Deux mois plus tard, lors de l’aki basho, en battant l’ōzeki Kotoōshū lors de la dixième journée par oshidashi, Kaio remporte le 965e victoire de sa carrière, s'installant à la deuxième place du classement historique du plus grand nombre de victoires. Il dépasse l'ancien komusubi Oshio (964 victoires entre 1962 et 1988). Prochaine étape les 1 000 victoires ! 
En novembre 2009, Kaio participe à son 98e tournoi en division makuuchi, nouveau record dans le monde du sumo. Lors de la dixième journée de ce Kyūshū Basho, en battant l’ōzeki Kotoōshū, Kaio décroche la 805e victoire de sa carrière en division makuuchi. Il se retrouve alors deuxième au classement historique du plus grand nombre de victoires dans la division supreme.

#### 2010
Pour le premier tournoi de l'année 2010, lors de la troisième journée, Kaiō remporte la 808e victoire de sa carrière en makuuchi. Il bat sekiwake Chiyotaikai, et se classe maintenant premier du classement historique, dépassant l'illustre yokozuna Chiyonofuji. 
Deux mois plus tard, à Osaka, Kaiō participe à son centième tournoi en division makuuchi. Il termine ce basho avec huit victoires pour sept défaites. En mai 2010, lors du dernier jour du Natsu Basho, Kaiō remporte la millième victoire de sa carrière en battant lors du senshura-ku (dernier jour du tournoi) l’ōzeki Kotoōshū par yorikiri. Kaiō est seulement le second rikishi de l'histoire du sumo à atteindre cette barre historique - le yokozuna Chiyonofuji avait été le premier. 
Deux mois plus tard, le Nagoya Basho sourit moins à Kaiō qui se blesse lors de la dixième journée face à l’ōzeki Kotoōshū : déchirure musculaire à l'épaule gauche. Kaiō abandonne un tournoi pour la première fois depuis celui de Kyūshū 2008. Au tournoi suivant, Kaiō conserve son rang d'ōzeki décrochant le kachi-koshi lors de la quatorzième journée.
En 2010 l'ōzeki remporte douze victoires pendant le Kyūshū basho. Un tel score ne lui était plus arrivé depuis novembre 2004.

## 2011
Kaiō se retire du sumo en tant que lutteur en 2011, avec 1 047 victoires, alors record historique. Le yokozuna Hakuhō battra ce record le 21 juillet 2017 lors du Nagoya basho, et finira sa carrière avec 1 093 victoires en 2021.